# 스트레인저 (1995년 영화)
《스트레인저》(Never Talk To Strangers)는 캐나다에서 제작된 피터 홀 감독의 1995년 범죄, 드라마 영화이다. 레베카 드 모네이 등이 주연으로 출연하였고 앤드라스 하모리 등이 제작에 참여하였다.

## 출연

### 주연
- 레베카 드 모네이
- 안토니오 반데라스

### 조연
- 데니스 밀러
- 렌 카리오우

## 기타
- 공동제작: 랠프 S. 디트리히
- 공동제작: 진 데소르모
- 미술: 린다 델 로사리오
- 미술: 리처드 페리스
- 의상: 테리 드레스바흐
- 배역: 존 코머포드